# Eduardo César Gaspar
Eduardo César Daud Gaspar, detto Edu (San Paolo, 16 maggio 1978), è un dirigente sportivo ed ex calciatore brasiliano di origini portoghesi, attuale direttore sportivo del Nottingham Forest.

## Carriera

### Club
Calcisticamente cresciuto nel settore giovanile del Corinthians, ha debuttato in prima squadra nel 1998 e vi è rimasto fino al 2001; con la maglia bianco-nera ha vinto due Série A, un Campeonato Paulista ed una FIFA Club World Cup.
Nel 2001 è stato acquistato dagli inglesi dell'Arsenal, vincendo sùbito la Premier League e la FA Cup; negli anni successivi ha conquistato altri due campionati e due coppe nazionali, prima di lasciare il club nel 2005.
Nel 2005 è stato acquistato dagli spagnoli del Valencia; durante la stagione 2007-2008 ha vinto la Copa del Rey.
Nel 2009 ha fatto ritorno al Corinthians dopo otto anni, ma al termine della stagione ha annunciato il suo ritiro dal calcio giocato.

### Nazionale
Tra il 2003 e il 2005 ha giocato quindici partite con la nazionale brasiliana, vincendo una Copa América ed una FIFA Confederations Cup.

## Statistiche

### Cronologia presenze e reti in nazionale
| Cronologia completa delle presenze e delle reti in nazionale ― Brasile | Cronologia completa delle presenze e delle reti in nazionale ― Brasile | Cronologia completa delle presenze e delle reti in nazionale ― Brasile | Cronologia completa delle presenze e delle reti in nazionale ― Brasile | Cronologia completa delle presenze e delle reti in nazionale ― Brasile | Cronologia completa delle presenze e delle reti in nazionale ― Brasile | Cronologia completa delle presenze e delle reti in nazionale ― Brasile | Cronologia completa delle presenze e delle reti in nazionale ― Brasile |
| Data                                                                   | Città                                                                  | In casa                                                                | Risultato                                                              | Ospiti                                                                 | Competizione                                                           | Reti                                                                   | Note                                                                   |
| ---------------------------------------------------------------------- | ---------------------------------------------------------------------- | ---------------------------------------------------------------------- | ---------------------------------------------------------------------- | ---------------------------------------------------------------------- | ---------------------------------------------------------------------- | ---------------------------------------------------------------------- | ---------------------------------------------------------------------- |
| 28-4-2004                                                              | Budapest                                                               | Ungheria                                                               | 1 – 4                                                                  | Brasile                                                                | Amichevole                                                             | -                                                                      | 46’                                                                    |
| 20-5-2004                                                              | Saint-Denis                                                            | Francia                                                                | 0 – 0                                                                  | Brasile                                                                | Amichevole                                                             | -                                                                      | 46’                                                                    |
| 2-6-2004                                                               | Belo Horizonte                                                         | Brasile                                                                | 3 – 1                                                                  | Argentina                                                              | Qual. Mondiali 2006                                                    | -                                                                      | 90+2’                                                                  |
| 6-6-2004                                                               | Santiago del Cile                                                      | Cile                                                                   | 1 – 1                                                                  | Brasile                                                                | Qual. Mondiali 2006                                                    | -                                                                      |                                                                        |
| 8-7-2004                                                               | Arequipa                                                               | Brasile                                                                | 1 – 0                                                                  | Cile                                                                   | Coppa America 2004 - 1° turno                                          | -                                                                      | 88’                                                                    |
| 11-7-2004                                                              | Arequipa                                                               | Brasile                                                                | 4 – 1                                                                  | Costa Rica                                                             | Coppa America 2004 - 1° turno                                          | -                                                                      | 66’                                                                    |
| 14-7-2004                                                              | Arequipa                                                               | Paraguay                                                               | 2 – 1                                                                  | Brasile                                                                | Coppa America 2004 - 1° turno                                          | -                                                                      | 65’                                                                    |
| 18-7-2004                                                              | Piura                                                                  | Messico                                                                | 0 – 4                                                                  | Brasile                                                                | Coppa America 2004 - Quarti di finale                                  | -                                                                      | 79’                                                                    |
| 21-7-2004                                                              | Lima                                                                   | Brasile                                                                | 1 – 1 dts (5 – 3 dtr)                                                  | Uruguay                                                                | Coppa America 2004 - Semifinale                                        | -                                                                      | 75’                                                                    |
| 25-7-2004                                                              | Lima                                                                   | Argentina                                                              | 2 – 2 dts (2 – 4 dtr)                                                  | Brasile                                                                | Coppa America 2004 - Finale                                            | -                                                                      | 37’                                                                    |
| 18-8-2004                                                              | Port-au-Prince                                                         | Haiti                                                                  | 0 – 6                                                                  | Brasile                                                                | Amichevole                                                             | -                                                                      | 46’                                                                    |
| 5-9-2004                                                               | San Paolo                                                              | Brasile                                                                | 3 – 1                                                                  | Bolivia                                                                | Qual. Mondiali 2006                                                    | -                                                                      | 74’                                                                    |
| 8-9-2004                                                               | Berlino                                                                | Germania                                                               | 1 – 1                                                                  | Brasile                                                                | Amichevole                                                             | -                                                                      |                                                                        |
| 9-10-2004                                                              | Maracaibo                                                              | Venezuela                                                              | 2 – 5                                                                  | Brasile                                                                | Qual. Mondiali 2006                                                    | -                                                                      | 62’                                                                    |
| 13-10-2004                                                             | Maceió                                                                 | Brasile                                                                | 0 – 0                                                                  | Colombia                                                               | Qual. Mondiali 2006                                                    | -                                                                      | 84’                                                                    |
| 22-6-2005                                                              | Colonia                                                                | Giappone                                                               | 2 – 2                                                                  | Brasile                                                                | Conf. Cup 2005 - 1º turno                                              | -                                                                      | 78’                                                                    |
| Totale                                                                 |                                                                        | Presenze                                                               | 16                                                                     |                                                                        | Reti                                                                   | 0                                                                      |                                                                        |

## Palmarès

### Club
- Série A: 2

Corinthians: 1998, 1999
- Campeonato paulista: 1

Corinthians: 1999
- FIFA Club World Cup: 1

Corinthians: 2000
- Premier League: 2

Arsenal: 2001-2002, 2003-2004
- FA Cup: 1

Arsenal: 2001-2002, 2002-2003, 2004-2005
- Charity Shield: 1

Arsenal: 2002
- Copa del Rey: 1

Valencia: 2007-2008

### Nazionale
- Copa América: 1

Brasile: 2004
- FIFA Confederations Cup: 1

Brasile: 2005